# 康托尔环形山
康托尔环形山（Cantor）是位于月球背面北半部的一座大撞击坑，约形成于38-32亿年前的晚雨海世，其名称取自德国数学家格奥尔格·康托尔（1845年-1918年）和数学史家莫里兹·贝内迪克特·康托尔（1829年-1920年），1970年被国际天文学联合会正式批准接受。

## 描述

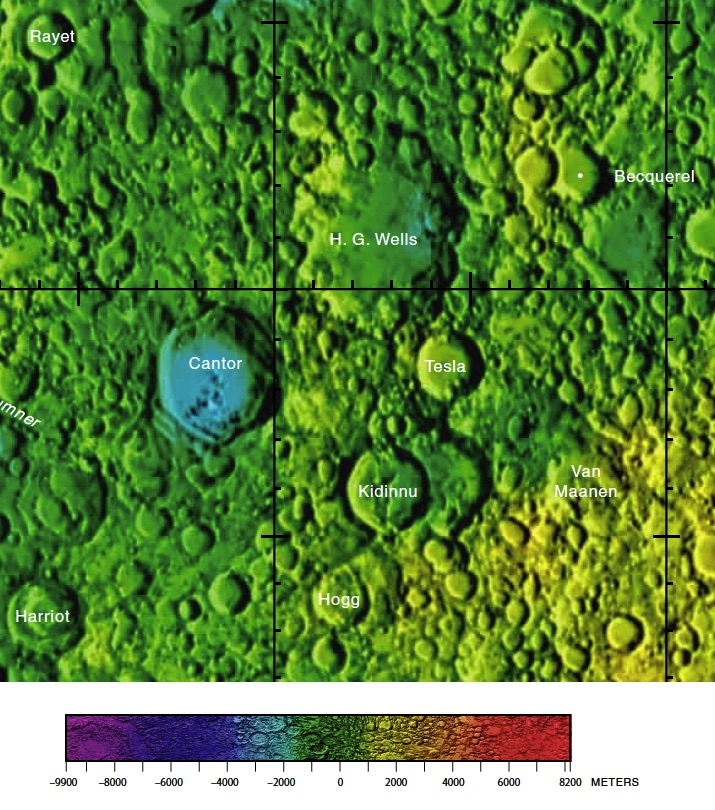
康托尔环形山的周边，月球背面区域详图。

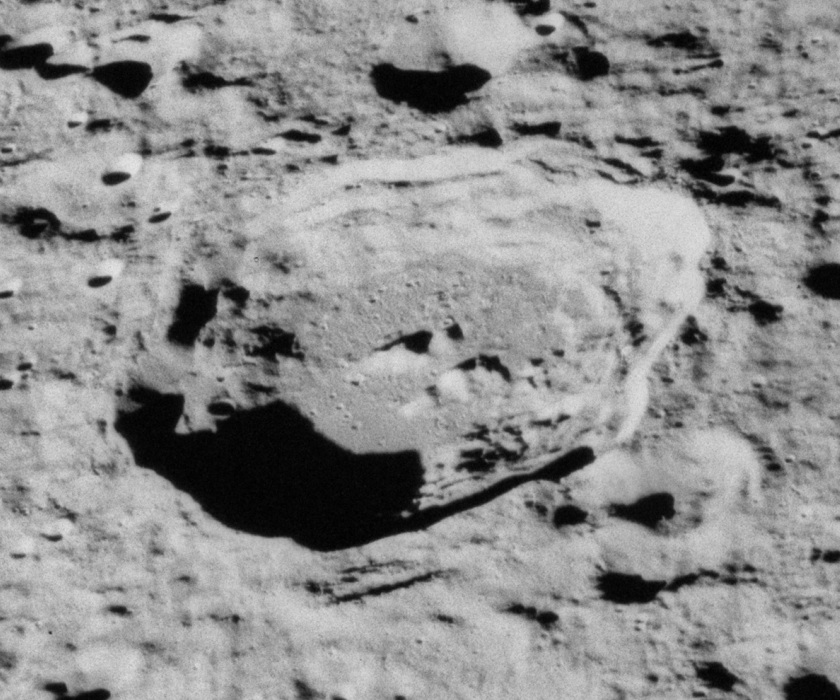
阿波罗16号测绘相机拍摄的图像

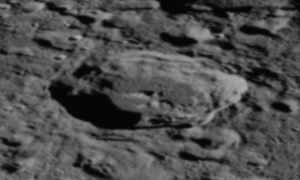
阿波罗14号哈苏相机拍摄的北向斜视图

该陨坑周边区域已被众多小陨坑严重撞击，西侧从北往南分布了拉叶陨石坑、西萨基扬陨石坑和萨姆纳环形山，而东面则自上而下分别坐落了赫·乔·威尔斯环形山、特斯拉陨石坑、基丁努环形山及霍格陨石坑，哈里奥特环形山位于它的西南，而绵延超过220公里的萨姆纳链坑则从它的西侧坑壁旁掠过。
该陨坑中心月面坐标为38°02′N 118°41′E / 38.04°N 118.69°E，直径75.72公里，深度约2.779公里。
康托尔环形山外观明显呈六边形状，南北方向稍长。坑壁已明显磨损，但坑沿仍较尖峭，陨坑内侧壁带有多重阶地结构。坑壁最大高出周边地形1330米，内部容积约有5218.59立方千米。坑内地表除南部较崎岖外，其余地区相对平坦，中心点附近坐落了一群由斜长岩和含85-90%斜长石的辉岩-苏长-橄长斜长岩构成的中央峰。

## 卫星陨石坑
按照惯例，最靠近康托尔环形山的卫星坑在月图上以字母标注在该坑中心点的旁边。

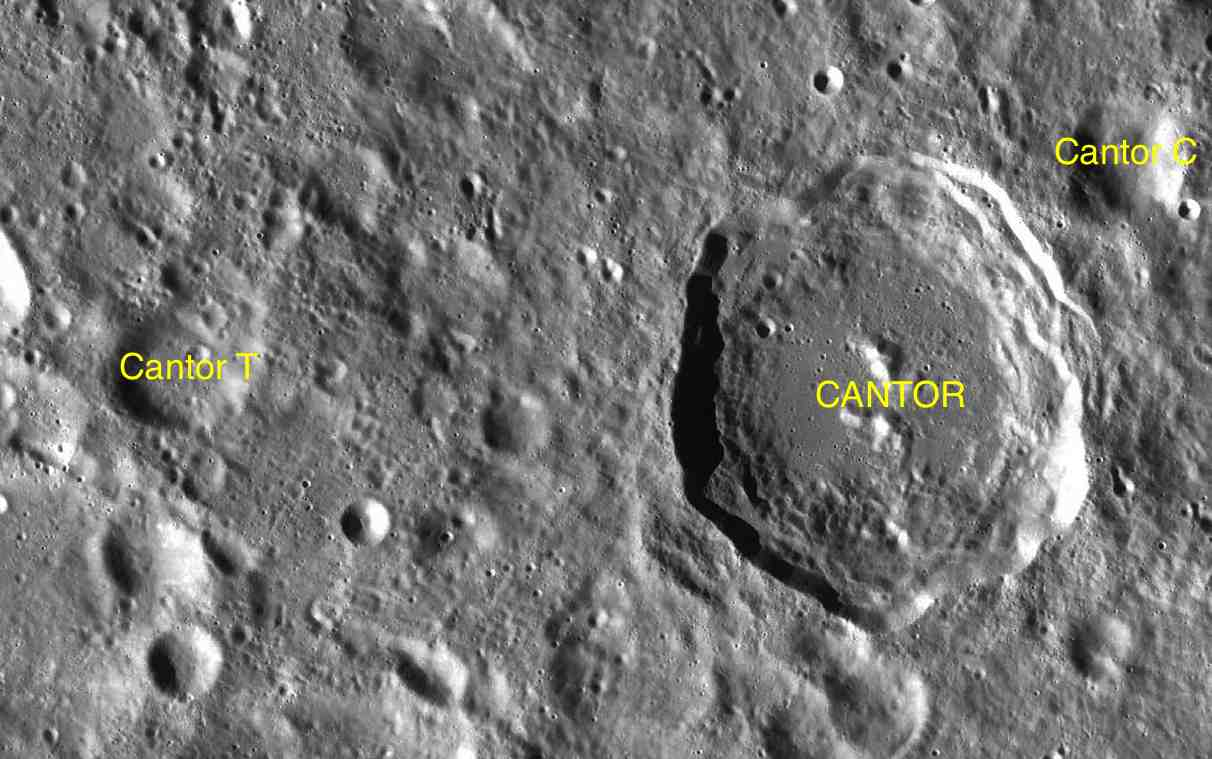
LAC-30 区域图

| 康托尔 | 纬度     | 经度      | 直径      |
| ------ | -------- | --------- | --------- |
| C      | 39.32° N | 120.47° E | 21.48公里 |
| T      | 38.07° N | 113.58° E | 22.41公里 |

## 另请参阅
- Andersson, L. E.; Whitaker, E. A. . NASA RP-1097. 1982.
- Blue, Jennifer. . USGS. July 25, 2007  [2007-08-05]. （原始内容存档于2012-04-08）.
- Bussey, B.; Spudis, P. . New York: Cambridge University Press. 2004. ISBN 978-0-521-81528-4.
- Cocks, Elijah E.; Cocks, Josiah C. . Tudor Publishers. 1995. ISBN 978-0-936389-27-1.
- McDowell, Jonathan. . Jonathan's Space Report. July 15, 2007  [2007-10-24]. （原始内容存档于2012-05-26）.
- Menzel, D. H.; Minnaert, M.; Levin, B.; Dollfus, A.; Bell, B. . Space Science Reviews. 1971, 12 (2): 136–186. Bibcode:1971SSRv...12..136M. doi:10.1007/BF00171763.
- Moore, Patrick. . Sterling Publishing Co. 2001. ISBN 978-0-304-35469-6.
- Price, Fred W. . Cambridge University Press. 1988. ISBN 978-0-521-33500-3.
- Rükl, Antonín. . Kalmbach Books. 1990. ISBN 978-0-913135-17-4.
- Webb, Rev. T. W.  6th revised. Dover. 1962. ISBN 978-0-486-20917-3.
- Whitaker, Ewen A. . Cambridge University Press. 1999. ISBN 978-0-521-62248-6.
- Wlasuk, Peter T. . Springer. 2000. ISBN 978-1-85233-193-1.